# Championnats du monde de pentathlon moderne 1961
Navigation
Édition précédente Édition suivante
Les championnats du monde de pentathlon moderne 1961, dixième édition des championnats du monde de pentathlon moderne, ont eu lieu en 1961 à Moscou, en Union soviétique.

## Médaillés
| Épreuves    | Or                                                         | Argent                                       | Bronze                                             |
| ----------- | ---------------------------------------------------------- | -------------------------------------------- | -------------------------------------------------- |
| Individuel  | Igor Novikov (URS)                                         | Ivan Deryugin (URS)                          | András Balczó (HUN)                                |
| Par équipes | Union soviétique Ivan Deryugin Boris Pachomov Igor Novikov | Hongrie Ferenc Török Imre Nagy András Balczó | États-Unis Robert Beck Allan Jackson Richard Stohl |